# London Basin
London Basin är en sänka i Storbritannien.   Den ligger i riksdelen England, i den södra delen av landet.